# Догмен
«Догмен» (англ. Dogman) — італо-французький драматичний фільм 2018 року, поставлений режисером Маттео Ґарроне. Світова прем'єра стрічки відбулася 16 травня 2018 року на 71-му Каннському міжнародному кінофестивалі, де вона брала участь в основній конкурсній програмі..
У вересні 2018 року фільм було висунуто від Італії претендентом на 91-шу премію «Оскар» в номінації за найкращий фільм іноземною мовою. У 2019 році фільм було номіновано в 15 категоріях на здобуття італійської національної кінопремії «Давид ді Донателло», у 9 з яких він отримав нагороду, зокрема за «Найкращий фільм» та за «Найкращу режисерську роботу».

## Сюжет
Марчелло, маленька людина з великим серцем і сумними очима, є господарем перукарні для собак «Dogman» на околиці Рима. Він уміє ласкавим словом заспокоїти і пітбуля, і місцевого громилу Сімоне, який тероризує всю округу.
Марчелло мріє відвести свою любу донечку у далеку подорож, але через свою доброту супроводжує Сімоне у його кримінальних вилазках, що зрештою призводить до катастрофи. Зраджений другом, Марчелло вперше зважується на справжню війну.

## У ролях
| • Марчелло Фонте          | … | Марчелло          |
| • Едоардо Пеше            | … | Сімончіно         |
| • Нундзіа Ск'яно          | … | мати Сімончіно    |
| • Адамо Діонізі           | … | Франко            |
| • Франческо Акваролі      | … | Франческо         |
| • Джанлука Гоббі          | … | ресторатор        |
| • Аліда Бальдарі Калабрія | … | Софія             |
| • Лаура Піццірані         | … | мати Аліда        |
| • Джанкарло Поркаччія     | … | Гаспароне         |
| • Анієлло Арена           | … | інспектор поліції |
| • Мірко Фрецца            | … | штовхач           |

## Знімальна група
- Автори сценарію — Мауриціо Брауччі, Уго Кіті, Маттео Ґарроне, Массімо Гаудіозо
- Режисер-постановник — Маттео Ґарроне
- Продюсери — Паоло Дель Брокко, Маттео Ґарроне, Жан Лабаді, Джеремі Тома
- Виконавчий продюсер — Алессіо Ладзарескі
- Оператор — Ніколай Брюель
- Композитор — Мікеле Брага
- Монтаж — Марко Сполетіні
- Художник-постановник — Димитрій Капуані
- Художник з костюмів — Массімо Кантіні Парріні
- Художник-декоратор — Джованна Чиріанні
- Підбір акторів — Франческо Ведоваті

## Нагороди та номінації
| Список нагород та номінацій                       | Список нагород та номінацій | Список нагород та номінацій                                | Список нагород та номінацій                              | Список нагород та номінацій | Список нагород та номінацій |
| Кінофестиваль/Кінопремія                          | Рік                         | Категорія                                                  | Номінант(и)                                              | Результат                   | Дж                          |
| ------------------------------------------------- | --------------------------- | ---------------------------------------------------------- | -------------------------------------------------------- | --------------------------- | --------------------------- |
| Каннський кінофестиваль                           | 2018                        | Золота пальмова гілка                                      | Догмен                                                   | Номінація                   |                             |
| Каннський кінофестиваль                           | 2018                        | Приз за найкращу чоловічу роль                             | Марчелло Фонте                                           | Перемога                    | [ 8 ]                       |
| Каннський кінофестиваль                           | 2018                        | «Пальмовий пес» за цілісність собачого кастингу            | Догмен                                                   | Перемога                    | [ 8 ]                       |
| Міжнародне товариство кіноманів                   | 2018                        | Найкращий актор                                            | Марчелло Фонте                                           | Номінація                   |                             |
| Єрусалимський міжнародний кінофестиваль           | 2018                        | Приз Фонду Габріеля Шеровера — Найкращий міжнародний фільм | Догмен                                                   | Перемога                    |                             |
| Італійський національний синдикат кіножурналістів | 2018                        | Премія «Срібна стрічка» за найкращий фільм                 | Догмен                                                   | Перемога                    |                             |
| Італійський національний синдикат кіножурналістів | 2018                        | Премія «Срібна стрічка» за найкращу режисерську роботу     | Маттео Ґарроне                                           | Перемога                    |                             |
| Італійський національний синдикат кіножурналістів | 2018                        | Премія «Срібна стрічка» найкращому акторові                | Марчелло Фонте та Едоардо Пеше                           | Перемога                    |                             |
| Італійський національний синдикат кіножурналістів | 2018                        | Премія «Срібна стрічка» найкращий сценарій                 | Уго Кіті, Маттео Ґарроне, Массімо Гаудіозо               | Номінація                   |                             |
| Італійський національний синдикат кіножурналістів | 2018                        | Премія «Срібна стрічка» найкращому продюсерові             | Паоло Дель Брокко, Маттео Ґарроне, Archimede, Rai Cinema | Перемога                    |                             |
| Італійський національний синдикат кіножурналістів | 2018                        | Премія «Срібна стрічка» за найкращий монтаж                | Марко Сполетіні                                          | Перемога                    |                             |
| Італійський національний синдикат кіножурналістів | 2018                        | Премія «Срібна стрічка» за найкращі декорації              | Дмитрій Капуані                                          | Перемога                    |                             |
| Італійський національний синдикат кіножурналістів | 2018                        | Премія «Срібна стрічка» за найкращий дизайн костюмів       | Массімо Кантіні Парріні                                  | Номінація                   |                             |
| Італійський національний синдикат кіножурналістів | 2018                        | Премія «Срібна стрічка» за найкращий звук                  | Марічетта Ломбардо                                       | Перемога                    |                             |
| Італійський національний синдикат кіножурналістів | 2018                        | Премія «Срібна стрічка» найкращому кастинг-директорові     | Франческо Ведоваті                                       | Номінація                   |                             |
| Міжнародний кінофестиваль у Торонто               | 2018                        | Приз «Народний вибір»                                      | Догмен                                                   | Номінація                   |                             |
| Європейський кіноприз                             | 15.12.2018                  | Найкращий європейський фільм                               | Догмен                                                   | Номінація                   | [ 9 ]                       |
| Європейський кіноприз                             | 15.12.2018                  | Найкращий режисер                                          | Маттео Ґарроне                                           | Номінація                   | [ 9 ]                       |
| Європейський кіноприз                             | 15.12.2018                  | Найкращий актор                                            | Марчелло Фонте                                           | Перемога                    | [ 9 ]                       |
| Європейський кіноприз                             | 15.12.2018                  | Найкращий сценарист                                        | Маттео Ґарроне, Уго Кіті, Массімо Гаудіозо               | Номінація                   | [ 9 ]                       |
| Європейський кіноприз                             | 15.12.2018                  | Найкращий дизайн костюмів                                  | Массімо Кантіні Парріні                                  | Перемога                    |                             |
| Європейський кіноприз                             | 15.12.2018                  | Найкращі грим та зачіски                                   | Даліа Коллі, Лоренцо Тамбуріні, Даніела Тартарі          | Перемога                    |                             |
| Премія БАФТА                                      | 10.02.2019                  | Найкращий неангломовний фільм                              | Догмен                                                   | Номінація                   | [ 10 ]                      |
| Премія «Давид ді Донателло»                       | 27.03.2019                  | Найкращий фільм                                            | Догмен                                                   | Перемога                    | [ 6 ]                       |
| Премія «Давид ді Донателло»                       | 27.03.2019                  | Найкращий режисер                                          | Маттео Ґарроне                                           | Перемога                    | [ 6 ]                       |
| Премія «Давид ді Донателло»                       | 27.03.2019                  | Найкращий оригінальний сценарій                            | Уго Читі, Массімо Гаудіозо, Маттео Ґарроне               | Перемога                    | [ 6 ]                       |
| Премія «Давид ді Донателло»                       | 27.03.2019                  | Найкращий продюсер                                         | «Archimede», «Rai Cinema», «Le Pacte»                    | Номінація                   | [ 6 ]                       |
| Премія «Давид ді Донателло»                       | 27.03.2019                  | Найкращий актор                                            | Марчелло Фонте                                           | Номінація                   | [ 6 ]                       |
| Премія «Давид ді Донателло»                       | 27.03.2019                  | Найкращий актор другого плану                              | Едоардо Пеше                                             | Перемога                    | [ 6 ]                       |
| Премія «Давид ді Донателло»                       | 27.03.2019                  | Найкращий оператор                                         | Ніколай Брюель                                           | Перемога                    | [ 6 ]                       |
| Премія «Давид ді Донателло»                       | 27.03.2019                  | Найкраще художнє оформлення                                | Димитрій Капуані                                         | Перемога                    | [ 6 ]                       |
| Премія «Давид ді Донателло»                       | 27.03.2019                  | Найкращий дизайн костюмів                                  | Массіні Кантіні Парріні                                  | Номінація                   | [ 6 ]                       |
| Премія «Давид ді Донателло»                       | 27.03.2019                  | Найкращий грим                                             | Діана Коллі, Лоренцо Тамбуріні                           | Перемога                    | [ 6 ]                       |
| Премія «Давид ді Донателло»                       | 27.03.2019                  | Найкращі зачіски                                           | Даніела Тартарі                                          | Номінація                   | [ 6 ]                       |
| Премія «Давид ді Донателло»                       | 27.03.2019                  | Найкращий монтаж                                           | Марко Сполетіні                                          | Перемога                    | [ 6 ]                       |
| Премія «Давид ді Донателло»                       | 27.03.2019                  | Найкращий звук                                             |                                                          | Перемога                    | [ 6 ]                       |
| Премія «Давид ді Донателло»                       | 27.03.2019                  | Найкращі візуальні ефекти                                  | Родольфо Мільярі                                         | Номінація                   | [ 6 ]                       |